# Pietro Antonio Coppola

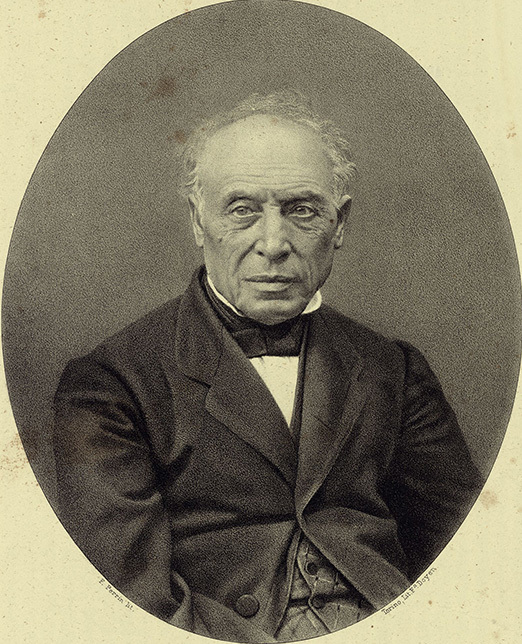
Pietro Antonio Coppola

Pietro Antonio Coppola (* 11. Dezember 1793 in Castrogiovanni; † 13. November 1877 in Catania) war ein italienischer Komponist und Dirigent.
Coppola wurde von seinem Vater und am Konservatorium Neapel ausgebildet. Er wurde vor allem für seine vielen Opern bekannt, von denen seine berühmteste Nina pazza per amore im Februar 1835 im Teatro Valle in Rom uraufgeführt wurde.
Während seine Werke nach Ende des 19. Jahrhunderts nur mehr selten aufgeführt wurden, genossen sie zu seinen Lebzeiten den Erfolge in großen Opernhäusern von Italien, Frankreich, Portugal und Spanien. Als Dirigent war Coppola besonders im Teatro Nacional de São Carlos in Lissabon aktiv.
Er starb in Catania im Alter von 82 Jahren.

## Opern
- Il figlio del bandito 1816
- Achille in Sciro 1830
- Artale d’Aragona 1834
- Nina pazza per amore 1835 (das Autograph befindet sich in der Biblioteca di Santa Cecilia)
- Gl’Illinesi, melodramma serio in 2 atti, libretto di Felice Romani, 1836 al Teatro Regio di Torino diretta da Giovanni Battista Polledro con Giuditta Grisi e Domenico Donzelli
- La festa della rosa, ossia Enrichetta di Baienfeld 1836
- La bella Celeste degli Spadari 1837
- Il postiglione di Longjumeau, melodramma comico in 2 parti, Libretto von Callisto Bassi 1838 Teatro alla Scala Mailand
- Giovanna I di Napoli 1840
- Ines de Castro 1842
- Folletto 1844
- L’orfana guelfa 1846
- Fingal 1847

| Personendaten    | Personendaten           |
| ---------------- | ----------------------- |
| NAME             | Coppola, Pietro Antonio |
| KURZBESCHREIBUNG | italienischer Komponist |
| GEBURTSDATUM     | 11. Dezember 1793       |
| GEBURTSORT       | Castrogiovanni          |
| STERBEDATUM      | 13. November 1876       |
| STERBEORT        | Catania                 |